# Israel en los Juegos Paralímpicos de Londres 2012
Israel estuvo representado en los Juegos Paralímpicos de Londres 2012 por un total de 25 deportistas, 18 hombres y siete mujeres.

## Medallistas
El equipo paralímpico israelí obtuvo las siguientes medallas:
| Nombre                        | Deporte                  | Evento                                      |
| ----------------------------- | ------------------------ | ------------------------------------------- |
| Oro                           |                          |                                             |
| Noam Gershony                 | Tenis en silla de ruedas | Quad individual mixto                       |
| Plata                         |                          |                                             |
| Koby Lion                     | Ciclismo en ruta         | Contrarreloj H1 masculino                   |
| Doron Shaziri                 | Tiro                     | Rifle en tres posiciones 50 m SH1 masculino |
| Bronce                        |                          |                                             |
| Inbal Pezaro                  | Natación                 | 50 m libre S5 femenino                      |
| Inbal Pezaro                  | Natación                 | 100 m libre S5 femenino                     |
| Inbal Pezaro                  | Natación                 | 200 m libre S5 femenino                     |
| Itzhak Mamistvalov            | Natación                 | 200 m libre S2 masculino                    |
| Noam Gershony Shraga Weinberg | Tenis en silla de ruedas | Quad dobles mixto                           |